# Lionel Newton
Lionel Newton (Sudafrica, 19 febbraio 1965) è un attore sudafricano.

## Filmografia
- Rage to Kill, regia di David Winters (1988)
- An African Dream, regia di John Smallcombe (1988)
- Yankee Zulu, regia di Gray Hofmeyr (1993)
- Jump the Gun, regia di Les Blair (1997)
- Stander - Poliziotto scomodo (Stander), regia di Bronwen Hughes (2003)
- Il perdono - Forgiveness (Forgiveness), regia di Ian Gabriel (2004)
- In My Country (Country of My Skull), regia di John Boorman (2004)
- Gums and Noses, regia di Craig Freimond (2004)
- Mama Jack, regia di Craig Hofmeyr (2005)
- Triomf, regia di Michael Raeburn (2008)
- Jozi, regia di Craig Freimond (2010)
- Paradise Stop, regia di Jann Turner (2011)
- Sleepers Wake, regia di Barry Berk (2012)
- Mandela - La lunga strada verso la libertà (Mandela: Long Walk to Freedom), regia di Justin Chedwick (2013)
- Kite, regia di Ralph Ziman (2014)
- Schuks! Pay Back The Money, regia di Gray Hofmeyr (2015)
- While You Weren't Looking, regia di Catherine Stewart (2015)
- Die Rebellie van Lafras Verwey, regia di Simon Barnard (2017)
- Pop, Lock 'n Roll, regia di Ziggy Hofmeyr (2017)
- Farewell Ella Bella, regia di Lwasi Mvusi (2018)
- Mia e il leone bianco (Mia et le lion blanc), regia di Gilles de Maistre (2018)
- The Banana Splits Movie, regia di Danishka Esterhazy (2019)
- The Last Days of American Crime, regia di Olivier Megaton (2020)

## Doppiatori italiani
Nelle versioni in italiano delle opere in cui ha recitato, Lionel Newton è stato doppiato da:
- Francesco Prando ne In My Country[1]
- Antonio Sanna in Mia e il leone bianco[2]
- Saverio Indrio in The Last Days of American Crime[3]